# Salignac-sur-Charente
Salignac-sur-Charente è un comune francese di 645 abitanti situato nel dipartimento della Charente Marittima nella regione della Nuova Aquitania.

## Società

### Evoluzione demografica
Abitanti censiti